# الاعجاز و الایجاز
الاعجاز و الایجاز (به عربی: الإعجاز والإیجاز) یکی از مهم‌ترین آثار ثعالبی است. این اثر نیز مانند همهٔ نوشته‌های ثعالبی به عربی است. این کتاب مجموعه مثل‌های عربی به شمار می‌رود.
ثعالبی در پیشگفتار این کتاب می‌نویسد:
این اثر در اقسام حسن ایجاز در نثر می‌باشد و نثرهایی که دارای سحر بیان و نظم است در آن گرد آمده‌است.
این کتاب در ده باب است: در کلام موجز و اعجاز قرآن، جوامع کلمات رسول و سپس به ذکر کلمات فصیح خلفا و صحابه و تابعین پرداخته‌است و یک باب اختصاص به کلمات و گفته‌های سرشناسان و بزرگان عصر جاهلی و بابی دیگر در کلمات ملوک و شاهان اسلام و امرا و لطایف کلمات وزرای اسلامی است. و در بابی دیگر به ذکر بدایع کلمات نویسندگان و بلیغان و نیز در ظرایف فلاسفه و زهاد و حکما و علما و بالاخره راجع به لطایف ظرفا و قلائد الشعرا می‌پردازد. و در این کتاب در حدود ده صفحه به کلمات علی بن ابیطالب اختصاص داده‌است.
ثعالبی این کتاب را برای ابواحمد قاضیِ هرات در حدود سال ۴۱۲ق نوشت . این کتاب پیش از این در ۱۳۰۱ق در
استانبول به نام الایجاز و الاعجاز در مجموعهٔ خمس رسائل به صورت سربی چاپ شده بود. پتی این کتاب را به فرانسه ترجمه کرد و در پاریس (۱۹۸۷م) به چاپ رساند.